# Knapendorf
Knapendorf ist ein Ortsteil der Gemeinde Schkopau im Saalekreis (Sachsen-Anhalt).

## Geografie und Nahverkehr

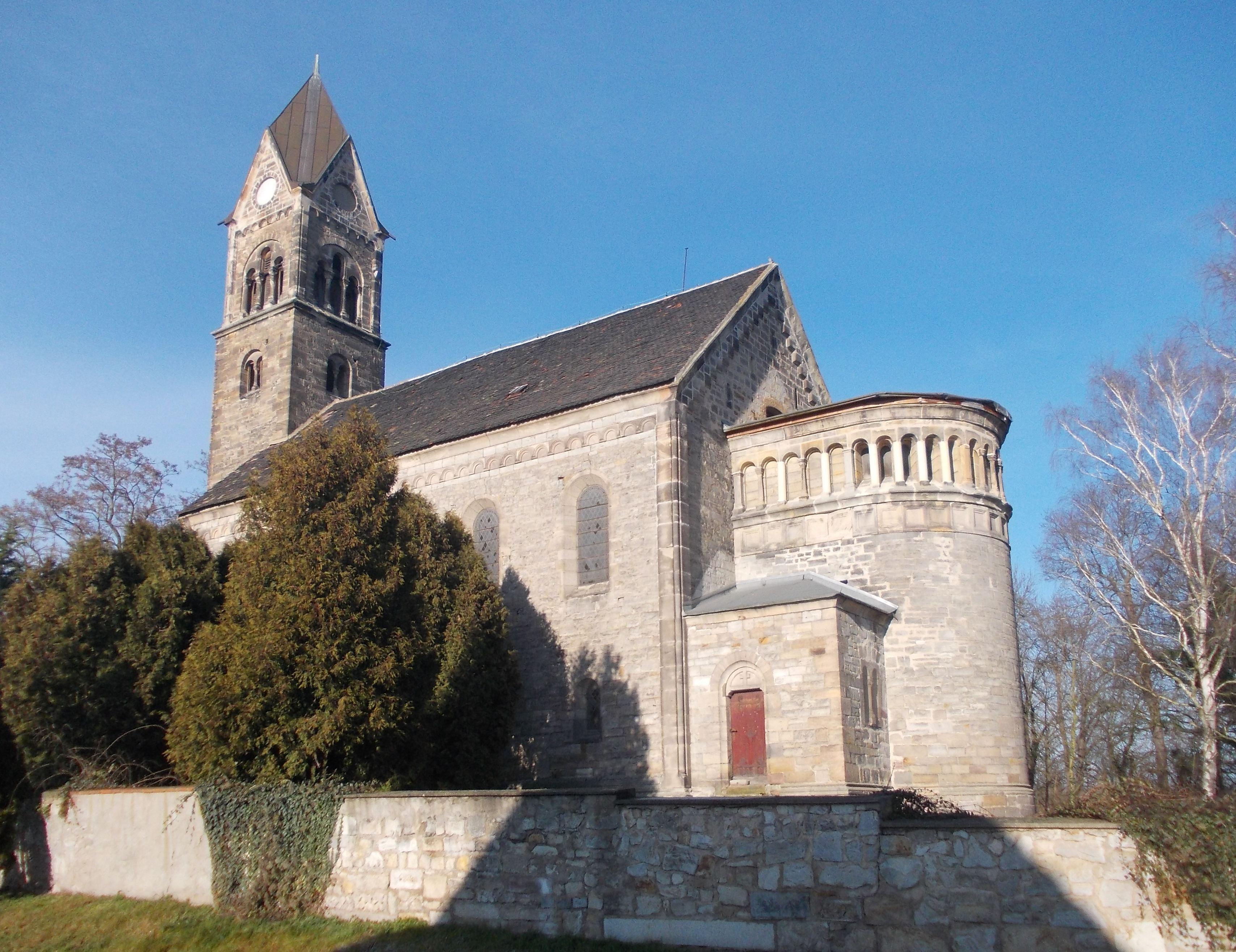
Kirche in Bündorf

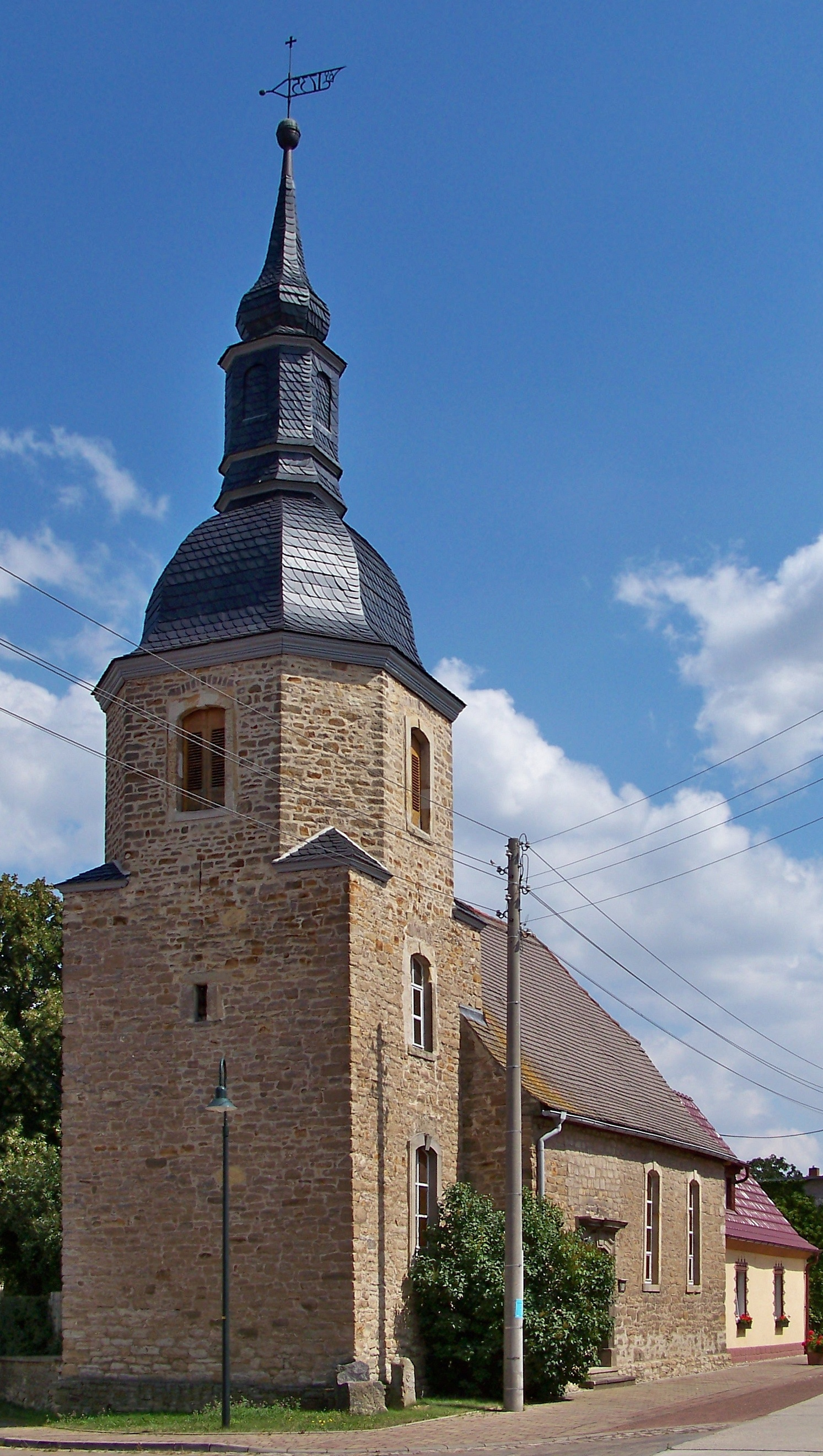
Kirche in Knapendorf

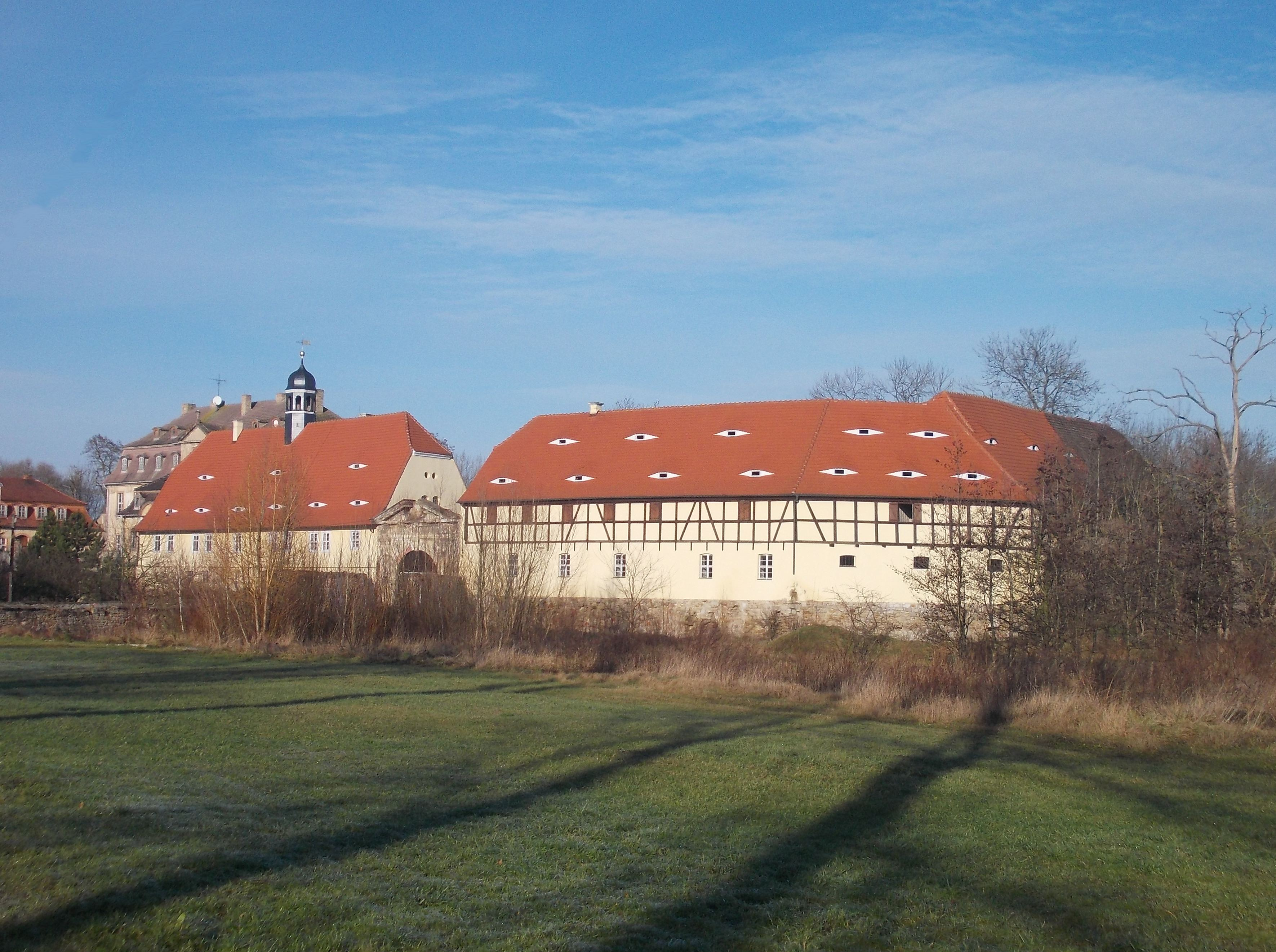
Schlossanlage in Bündorf

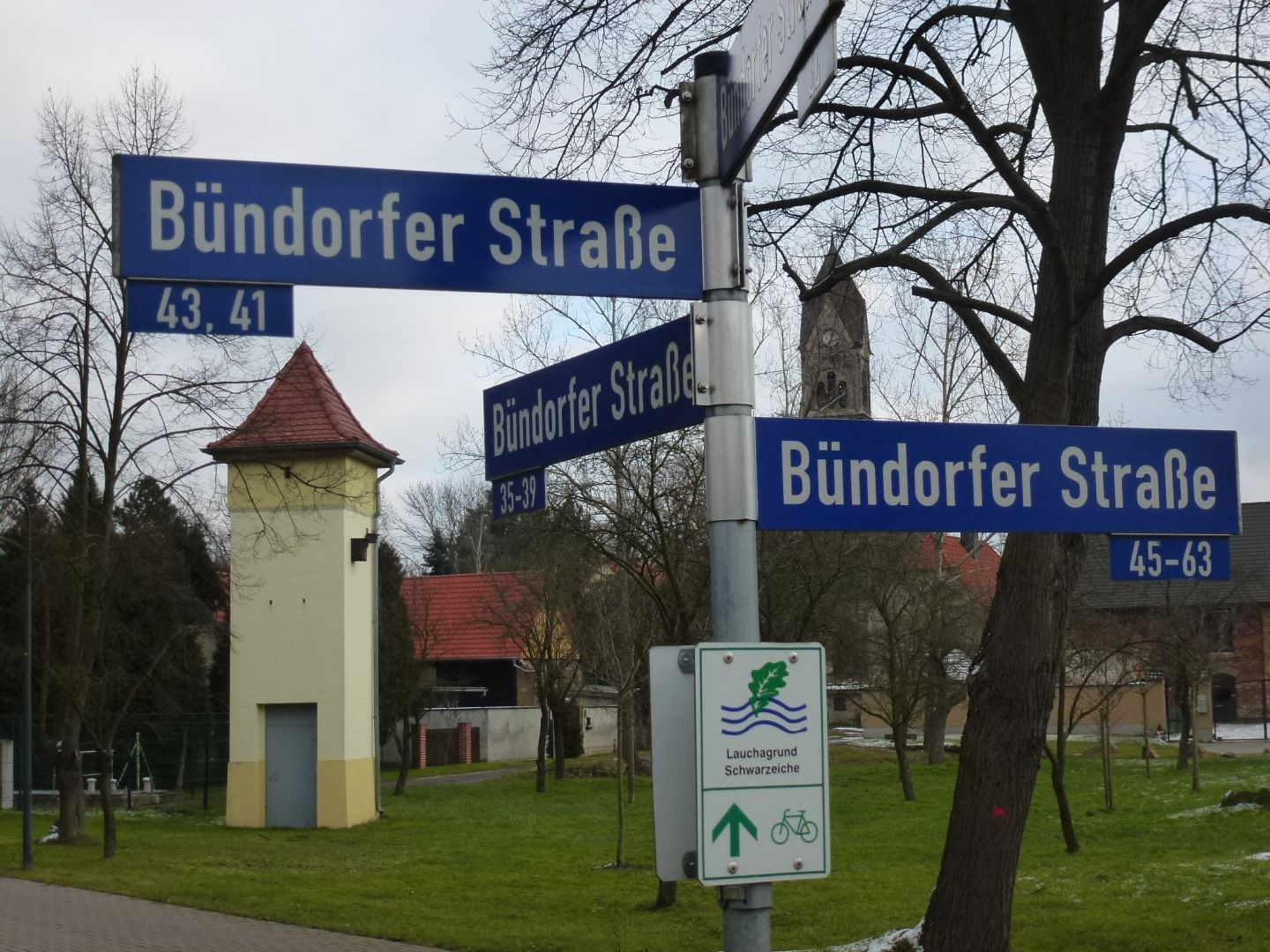
Radweg Lauchagrund-Schwarzeiche in Bündorf

Knapendorf liegt an der Laucha, südwestlich des Hauptortes Schkopau und nordwestlich der Stadt Merseburg an der Landstraße 172. Westlich der Ortschaft verläuft die BAB 38, östlich von Knapendorf bzw. nordwestlich von Bündorf befinden sich die Haltepunkte Merseburg Elisabethhöhe bzw. Milzau an der stillgelegten Bahnstrecke Merseburg–Schafstädt.
Der Ortsteil Knapendorf besteht aus den Siedlungsbereichen Knapendorf, Bündorf und Dörstewitz.
Im öffentlichen Nahverkehr ist Knapendorf über die Haltestellen Gartenanlage, Knapendorf und Str. der Freundschaft mit folgenden Linien erreichbar:
- 726 (PNVG): Merseburg – Knapendorf – Delitz am Berge – Oberwünsch – Mücheln
- 728 (PNVG): Merseburg – Knapendorf – Querfurt

## Geschichte
Der Ort Knapendorf wurde am 18. Oktober 1068 als Cnapendrop erstmals urkundlich erwähnt. Die zum Ortsteil gehörende Siedlung Bündorf wurde erstmals um 1004 erwähnt. Knapendorf, Bündorf und Dörstewitz gehörten bis 1815 zum hochstiftlich-merseburgischen Amt Merseburg, das seit 1561 unter kursächsischer Hoheit stand und zwischen 1656/57 und 1738 zum Sekundogenitur-Fürstentum Sachsen-Merseburg gehörte. Durch die Beschlüsse des Wiener Kongresses kamen die Orte im Jahr 1815 zu Preußen und wurden 1816 dem Kreis Merseburg im
Regierungsbezirk Merseburg der Provinz Sachsen zugeteilt, zu dem sie bis 1952 gehörten. Von 1830 bis 1928 wurde bei Dörstewitz Kohle abgebaut.
Am 1. Juli 1950 erfolgte die Eingemeindung von Bündorf und Dörstewitz nach Knapendorf. Bei der Kreisreform in der DDR kam der Ort im Jahr 1952 zum Kreis Merseburg im Bezirk Halle, der 1994 zum Landkreis Merseburg-Querfurt und 2007 zum Saalekreis kam. Am 1. Januar 2005 wurde Knapendorf in die Einheitsgemeinde Schkopau eingemeindet.
Im Jahr 2002 wurde in Bündorf eine Umgehungsstraße gebaut.

## Sehenswürdigkeiten
- Schlossanlage in Bündorf
- Kirche in Knapendorf, 1739 fertiggestellt
- neoromanische Kirche in Bündorf
- Kirche in Dörstewitz
- Radweg Lauchagrund-Schwarzeiche
- Windmühle Knapendorf

## Persönlichkeiten
- Albert Fraustadt (1808–1883), evangelischer Pfarrer und Autor in Bündorf